# Шахматы Тамерлана
Шахматы Тамерлана — вариант шахмат. В эту игру играли в Персии (империи Тимуридов) в период правления Тамерлана (1336—1405). Некоторые источники сообщают, что игру изобрёл сам Тамерлан, но для подтверждения этого данных недостаточно. Шахматы Тамерлана представляют собой вариант игры шатрандж на большой доске.

## Доска
Играют на одноцветной доске, состоящей из 112 полей: десять строк и одиннадцать столбцов, плюс два дополнительных поля, одно слева на девятой строке, а другое справа на второй строке. Эти два дополнительных поля называются цитаделями и играют особую роль в игре.

## Фигуры
Каждый игрок располагает следующими фигурами: король, визирь, генерал, два жирафа, два пикета, два коня, две ладьи, два слона, два верблюда, две военные машины и одиннадцать пешек.
Пешки, в свою очередь, отличаются друг от друга. Есть пешка-король, пешка-визирь, пешка-генерал и т. д. Также есть пешка-пешек.

## Ходы фигур
- Король, конь и ладья ходят как в современных шахматах.
- Генерал ходит на одну клетку по диагонали аналогично ферзю в шатрандже.
- Визирь ходит на одну клетку по горизонтали и вертикали.
- Пикет ходит как слон в современных шахматах, но как минимум на две клетки.
- Алфил (слон) ходит как в Шатрандже: на две клетки по диагонали (и никогда на одну), при этом может перепрыгивать через фигуры.
- Дабба (военная машина) ходит на две клетки по горизонтали и вертикали (и никогда на одну), может перепрыгивать через фигуры.
- Ход верблюда напоминает удлинённый ход коня: на три клетки по горизонтали или вертикали, затем сразу же поворачивает под прямым углом и делает ещё один шаг, как и конь, может перепрыгивать через фигуры.
- Ход жирафа начинается с одного шага по диагонали (жираф не может остановиться на этом шаге), затем хотя бы три шага по горизонтали или вертикали. Не может перепрыгивать фигуры.
- Пешки ходят как и в современных шахматах, но отсутствует двойной ход, и правила превращения другие.

## Правила превращения

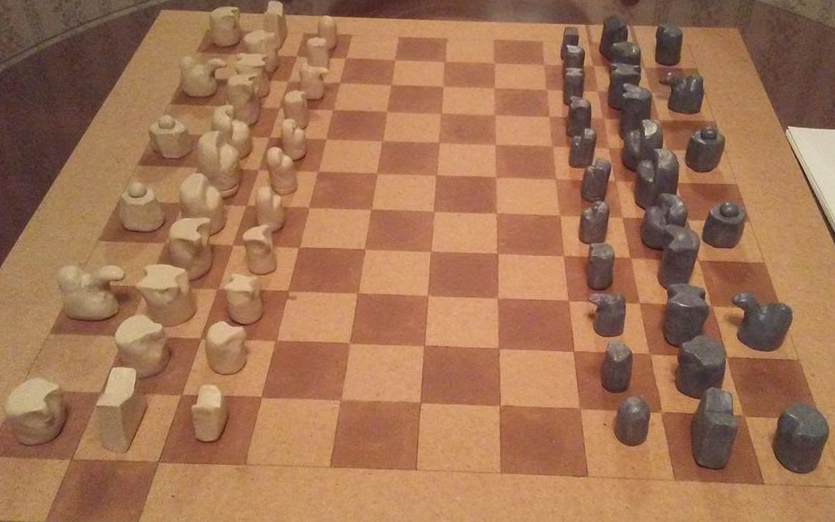
Набор фигур для шахмат Тамерлана на игровой доске

Пешки превращаются в фигуры соответствующего типа (пешка коня превращается в коня, пешка визиря превращается в визиря и т. д.). Пешка короля превращается в принца (для простоты его можно называть королём, так как это фактически та же фигура). Пешка пешек, дойдя до последней горизонтали, не превращается мгновенно. Игрок может в качестве хода переместить пешку пешек с последней горизонтали на такое поле, где она будет атаковать фигуру противника, и атаку нельзя будет избежать. Поле, на которое игрок перемещает пешку таким образом, может быть занято любой фигурой, кроме дружественного короля. Когда пешка пешек доходит до края доски во второй раз, она мгновенно перемещается на поле, на котором начинала дружественная пешка короля. Когда она доходит до края доски в третий раз, она превращается в дополнительного короля.

## Другие правила
Рокировка отсутствует. Один раз за партию игрок может поменять короля местами с любой дружественной фигурой, но только если король находится под шахом. Чтобы победить, игрок должен поставить короля противника в положение мата или пата (как и в Шатрандже), то есть, фактически съесть короля, просто последний ход отброшен. Если у игрока есть два или три короля, то все должны быть съедены. В цитадель противника игрок сможет переместить только короля (причём имеется в виду именно король из начальной позиции, а не принц или дополнительный король), в этом случае игрок форсирует ничью. В свою цитадель можно переместить только дополнительного короля. В правилах есть несколько неясных моментов, о них не известно ничего.